# Митино (деревня, Сергиево-Посадский район)
Митино — деревня в Сергиево-Посадском районе Московской области России, входит в состав сельского поселения Березняковское.

## Население
| 1859 | 1895 | 1905 | 1926 | 2002 | 2006 | 2010 |
| ---- | ---- | ---- | ---- | ---- | ---- | ---- |
| 91   | ↘50  | ↗78  | ↗81  | ↘10  | ↗13  | ↘5   |

## География
Деревня Митино расположена на севере Московской области, в юго-восточной части Сергиево-Посадского района, примерно в 66 км к северу от Московской кольцевой автодороги и 13,5 км к северо-востоку от станции Сергиев Посад Ярославского направления Московской железной дороги.
В 0,5 км юго-восточнее деревни проходит Ярославское шоссе М8, в 5 км к юго-западу — Московское большое кольцо А108, в 1,5 км к северу — пути Ярославского направления и Большого кольца Московской железной дороги. Ближайшие сельские населённые пункты — село Бужаниново, деревни Леоново и Суропцово.
К деревне приписано три садоводческих товарищества (СНТ).

## История
В «Списке населённых мест» 1862 года — казённая деревня 2-го стана Александровского уезда Владимирской губернии по правую сторону Ярославского шоссе от границы Дмитровского уезда к Переяславскому, в 28 верстах от уездного города и 33 верстах от становой квартиры, при колодце, с 11 дворами и 91 жителем (38 мужчин, 53 женщины).
По данным на 1895 год — деревня Рогачёвской волости Александровского уезда с 50 жителями (20 мужчин, 30 женщин). Основным промыслом населения являлось хлебопашество, в зимнее время женщины и подростки занимались размоткой шёлка и клеением гильз, 21 человек уезжал в качестве рабочих на отхожий промысел на фабрики Александровского уезда.
По материалам Всесоюзной переписи населения 1926 года — деревня Леоновского сельсовета Рогачёвской волости Сергиевского уезда Московской губернии в 5,3 км от Ярославского шоссе и 16 км от станции Сергиево Северной железной дороги; проживал 81 человек (41 мужчина, 40 женщин), насчитывалось 15 крестьянских хозяйств.
С 1929 года — населённый пункт Московской области в составе:
- Леоновского сельсовета Сергиевского района (1929—1930)[13],
- Леоновского сельсовета Загорского района (1930—1954)[14],
- Бужаниновского сельсовета Загорского района (1954—1963, 1965—1991)[14][15][16],
- Бужаниновского сельсовета Мытищинского укрупнённого сельского района (1963—1965)[15],
- Бужаниновского сельсовета Сергиево-Посадского района (1991—1994)[16],
- Бужаниновского сельского округа Сергиево-Посадского района (1994—2006)[17],
- сельского поселения Березняковское Сергиево-Посадского района (2006 — н. в.)[18][19].